# Украинофильство
Украинофи́льство, в XIX веке обычно украйнофилы, украйнофильство (укр. Українофільство, от греч. φιλέω — люблю) — по энциклопедическому определению начала XX века, общественно-литературное движение (или национальное движение) XIX века среди украинцев в Российской империи (в то время в России официально именуемых малороссами) и Австро-Венгрии (Галиции), представители которого стремились сохранять и развивать язык, литературу и культурные особенности украинского народа. Украинофильство, начиная с 1847 года, когда российскими властями было закрыто Кирилло-Мефодиевское братство в Киеве, подвергалось притеснению и репрессиям со стороны правительства, видевшего в движении угрозу единству страны; в историографии рассматривается как проявление раннего украинского национализма.

## История
Термин «украинофильство», лингвистически построенный по примеру уже распространённого к тому времени термина славянофильство, впервые, похоже, появляется в связи с делом Кирилло-Мефодиевского общества или братства. Весной 1847 года были арестованы Н. И. Костомаров, Шевченко и другие члены общества, обвинены в государственном преступлении и подвергнуты различным наказаниям.
По утверждению БРЭ, движение украинофилов распространилось в среде ранее полонизированной местной шляхты в России и австрийской Галиции в начале XIX столетия как обращение к своей национальной культуре. Центром украинофильства в 1820–1830-е годы был Харьковский университет.
Среди ранних украинофилов были русины, малороссы, великороссы и даже поляки. Первое собрание «малороссийских песней» под названием «Опыт собрания старинных малороссийских песен» издал в 1819 году в Петербурге грузинский князь Н. А. Цертелев. Позднее большое значение имело появление в 1827 году сборника «Малороссийские песни», подготовленного М. А. Максимовичем. Максимович напечатал ещё два сборника песен, в 1834 году и 1849 году.
В 1816—1819 годах в Харькове выходил журнал «Украинский вестник», публикации которого печатались преимущественно на русском языке. В 1837 году в Буде (Австро-Венгрия) был издан первый западноукраинский альманах «Русалка Днестровая». В 1841 г. в Харькове вышла 1 часть альманаха «Снип» (на титульном листе — «Снjпъ»); вторую часть напечатать не удалось. В 1843—1844 гг. вышло четыре выпуска альманаха «Молодик» И. Бецкого (первые три в Харькове, четвёртый — в Санкт-Петербурге). В 1861 и 1862 годах в Санкт-Петербурге частями на русском, частями на украинском языках публиковался украинофильский журнал «Основа».
Украинофилы стремились к введению преподавания в школах на народном языке и к такой общественно-политической организации Украины, которая обеспечивала бы свободное национальное самоопределение малорусского населения и развитие его культуры.
Редактор консервативных «Московских ведомостей» Катков был в ряду первых, кто в первой половине 1860-х годов указывал на потенциальную угрозу идеологии  «украйнофильства» для России. В марте 1881 года, после убийства Александра II, официозный историк Дмитрий Иловайский в заметке, опубликованной 17 марта в столичной газете «Петербургские ведомости» высказывал убеждение, что русские («великорусские») революционеры-террористы «суть именно те грубые, бессмысленные орудия», «панургово стадо», по его словам, ведомое поляками, евреями и «украйнофилами»
Украинофильство преследовалось русским правительством в царствование Александра II: украинская литература и театр были запрещены (см. Эмсский указ 1876 г.). Впоследствии российские власти рассматривали развитие украинского движения как опасное проявление сепаратизма и следствие австро-венгерской пропаганды. Часть украинофилов, вследствие давления со стороны российских властей, отошли от общественно-политической деятельности и сосредоточились на литературной деятельности, этнографии и фольклоре, в частности, Антонович, Багалей, Грушевский, Мордовцев, Потебня, Чубинский.